# ریچارد کاکس (بازیگر)
ریچارد کاکس (به انگلیسی: Richard Cox) (زادهٔ ۶ مهٔ ۱۹۴۸) بازیگر آمریکایی است.
از فیلم‌های معروف او می‌توان به بازی در فیلم گشت زنی اشاره کرد.